# Philippe Hériat
Philippe Hériat (n. 15 septembrie 1898, Paris, Île-de-France, Franța – d. 10 octombrie 1971, Paris, Région parisienne, Franța) a fost un romancier, dramaturg și actor francez multi-talentat.

## Biografie
Născut Raymond Gérard Payelle, a studiat cu regizorul René Clair și în 1920 a debutat în filmul mut. În următorii cincisprezece ani, a apărut în roluri secundare în alte douăzeci și cinci de filme, inclusiv capodopera lui Abel Gance din 1927, Napoleon. În 1949, Hériat a colaborat cu regizorul Jean Delannoy pentru a scrie scenariul filmului Le Secret de Mayerling.
Philippe Hériat a câștigat Premiul Renaudot în 1931 pentru cartea sa L'innocent. În 1939 a câștigat Premiul Goncourt pentru Les enfants gâtés și Grand Prix du roman de l'Académie française din 1947 pentru Famille Boussardel.
În 1949 a fost numit membru al Academiei Goncourt, funcție pe care a ocupat-o până la moartea sa în 1971. Hériat este înmormântat în cimitirul Père Lachaise din Paris.

## Filmografie selectivă
- Le Carnaval des vérités (1920; dir. Marcel L'Herbier)
- L'Homme du large  (1920; dir. Marcel L'Herbier)
- El Dorado (1921; dir. Marcel L'Herbier)
- L'Inondation (1924; dir. Louis Delluc)
- La Galerie des monstres (1924; dir. Jaque Catelain)
- Le Miracle des loups (1924; dir. Raymond Bernard)
- L'Inhumaine (1924; dir. Marcel L'Herbier)
- Feu Mathias Pascal (1925; dir. Marcel L'Herbier)
- Napoléon (1927; dir. Abel Gance)
- Mon cœur au ralenti (1928; dir. Marco de Gastyne)
- Napoleon auf St. Helena (1929; dir. Lupu Pick)
- Détresse (1929; dir. Jean Durand)
- La Merveilleuse Vie de Jeanne d'Arc (1929; dir. Marco de Gastyne)
- Le Sexe faible (1933; dir. Robert Siodmak)
- Lucrèce Borgia (1935; dir. Abel Gance)
- Divine (1935; dir. Max Ophüls)